# خاطرات پلاستیک
خاطرات پلاستیکی (به ژاپنی: プラスティック・メモリーズ Purasutikku Memorīzu) یک مجموعه تلویزیونی انیمه ژاپنی به نویسندگی نائوتاکا هایاشی و کارگردانی یوشیوکی فوجیوارا است که توسط استودیوی دوگا کوبو از تاریخ ۴ آوریل ۲۰۱۵ تا ۲۸ ژوئن ۲۰۱۵ پخش شده‌است.

## داستان
داستان مجموعه در آینده‌ای نه چندان دور اتفاق می‌افتد، زمانی که هوش‌های مصنوعی «اندروید» که دیگر دقیقاً به انسان‌ها شباهت داشتند، در سراسر جهان شروع به گسترش کردند. یک شرکت تولیدکننده اندروید با نام اس‌اِی‌آی محصولاتی به نام «گیفتیا» را تولید می‌کرد، نوع جدیدی از اندروید که بیشترین میزان ادراک احساسات و صفاتی شبیه به انسان را در میان تمام مدل‌هایی که تا کنون دیده شده، دارا بودند. اما به دلیل مشکلاتی که در فناوری آن زمان وجود داشت، گیفتیاها دارای طول عمر محدودی معادل ۸۱٬۹۲۰ ساعت (حدوداً برابر با ۹ سال و چهارماه) بودند، و اتمام این تاریخ باعث از بین رفتن شخصیت، از دست دادن حافظه و بروز خشونت در آن‌ها می‌شد. در نتیجه پرسنل خدمات پایانه شرکت اس‌اِی‌آی، با مراجعه به صاحب گیفتیاها و گرفتن امضای توافق‌نامه، موظف به بازیابی گیفتیاهایی بودند که نزدیک به اتمام تاریخ انقضا و از دست دادن شخصیت و حافظهٔ بودند. کارمندان خدمات پایانه به صورت یک تیم دونفره شامل یک انسان (اسپاتر) و یک گیفتیا (مارکس‌من) مشغول به کار بودند. شخصیت اصلی داستان پسری ۱۸ ساله به نام توسوکاسا میزوگاکی بود که پس از رد شدن در آزمون ورود به دانشگاه، به او پیشنهاد کار در شرکت اس‌اِی‌آی داده شد. او در کنار همکار گیفتیای خود به نام آیلا، در اداره شماره یک شرکت اس‌اِی‌آی کار می‌کنند و وظیفه بازیابی گیفتیاها را برعهده داشتند. در طی داستان توسوکاسا به آیلا علاقه‌مند می‌شود.

## بازی ویدیویی
در سال ۲۰۱۶ یک بازی ویدیویی توسط 5pb برای پلی استیشن ویتا ساخته شد.

## مانگا
در ۲۷ آوریل ۲۰۱۵ اولین جلد از مجموعه سه جلدی مانگا با نام (خاطرات پلاستیکی: بگو خدا حافظ) منتشر شد و در این مجموعه میچیرو به عنوان شخصیت اصلی داستان وجود دارد.

## شخصیت‌ها

### شخصیت‌های اصلی
- تسوکاسا (سوکاسا) میزوگاکی:

با صدای:یاسواکی تاکومی
تسوکاسا نقش اول مرد ۱۸ ساله است. که پس از شکست در امتحانات ورودی کالج به دلیل مشکلات پزشکی، سرانجام از طریق پدرش در ترمینال سرویس یک مشغول به کار می‌شود، اگرچه در ابتدا نمی‌داند آنها چه می‌کنند. او به عنوان ناظر ایسلا تعیین می‌شود و خیلی زود به او وابسته می‌شود، غافل از اینکه او در پایان عمر خود است.
- ایسلا (آیلا):

با صدای:سورا آمامیا
ایسلا دختر گیفیتایی جوان و دست و پا چلفتی ای است است که با تسوکاسا و به عنوان هدف یاب همکار می‌گردد و در طول فیلم به سوکاسا علاقه‌مند می‌شود.
- میچیرو کینوشیما:

با صدای:چیناتسو آکاساکی
یک کارمند ۱۷ ساله که یک سال از سوکاسا برتر است. به نظر می‌رسد او در حال ایجاد احساسات نسبت به سوکاسا است، اما از اعتراف آن خودداری می‌کند. او توسط گیفیتا بزرگ شد، بنابراین با «کودکان اندرویدی»، افرادی که توسط گیفیتا یا سایر اندروئیدها بزرگ شده‌اند، همدلی می‌کند. او سعی کرده بود سرپرست خود را از بازیابی محافظت کند، در نتیجه او تبدیل به یک «واندر» شد، و بعداً توسط اعضای شرکت خصوصی امنیتی R. Security کشته شد، و در نتیجه نفرت دیرینه وی از آنها ایجاد شد. این تجربه از آن زمان منجر به پیوستن او به ترمینال سرویس یک شد.
- زک:

باصدای:سایوری یاهاگی
گیفتیا با ظاهر یک پسر جوان درجه یک. او هدف یاب میچیرو است. او عاشق این است که اطرافیانش را اذیت کند و رازهای درونی آنها را فاش کند.
- کازوکی کوانامی

باصدای:مگومی تویوگوچی
رئیس در توسوکاسا. او زمانی همکار ایسلا بود و از شریک سابق خود بسیار محافظت می‌کند و برای همکارانش کاملاً ترسناک است. او از نظر الکل ضعیف است و پای او قطع شده‌است که نتیجه تلاش برای بازیابی پدر میشیرو در سه سال پیش بود.
- کانتنس:

با صدای:ساتوشی هینو
هدف یابکازوکیملایمش است و به خاطر اخلاق ملایمش معروف است.
- یاستاکا هانادا:

باصدای:کنجیرو تسودا
یک کارمند کهنه‌کار در ترمینال خدمات شرکت، جایی که ده سال است در آنجا کار می‌کند. او دارای نگرشی معمولی و بی‌انگیزه است، که برای شخصی با تجربه خود در خدمات ترمینال غیر معمول است.
- شری:

با صدای:آیمی
گیفتیا که هدفیاب یاستاکا است. او دارای شخصیتی جدی و ظاهر یک زن حرفه ای است. او از رفتار شریک زندگی خود و اینکه او گاهی از کار صرف نظر می‌کند، عصبانی می‌شود. وقتی عصبانی می‌شود، او می‌تواند به اندازه کازوکی ترسناک باشد.
- رن کاواراکی:

با صدا:شینوسوک اوگامی
کارمند ترمینال سرویس یک. او توسط زاک به عنوان «کارمن اداری» توصیف شده‌است.
- ارو میرو:

با صدای:سومیر اوزاکا
یک مهندس در تیم تعمیرات گیفتیا، که تنها دو سال است که کار می‌کند.
دوست او، گیفتیا به نام اولیویا، سالها پیش بازیابی شد، اما سیستم عامل وی جایگزین شد و اکنون به عنوان اندی در، شماره ۳ زندگی جدیدی را آغاز می‌کند، که باعث ناراحتی اولیه او شد.
- تاکائو یامانوبه:

باصدای:نوبو توبیتا
مدیر بخش. او در ابتدا در زمینه فروش مشغول به کار بود و در نتیجه، هیچ تجربه واقعی در زمینه شغل فعلی خود ندارد. او در برقراری ارتباط با دخترش مشکل دارد.
- میکیجیرو تتسگورو:

باصدای:میتسواکی هوشینو
سرپرست ارو و رئیس اتاق آزمایش واحد، که برای اندازه‌گیری مهارت‌های بدنی گیفیتاها طراحی شده‌است.

### سایر شخصیت‌ها
- چیزو شیروهانا:

باصدای:ریکو سوزوکی
پیرزنی سخت گیر که نینای گیفتیا را به عنوان نوه و جانشین خود بزرگ می‌کرد.
- نینا:

باصدای:میساکی کونو
گیفیتایی که توسط چیزو نگهداری می‌شود.
- سوتا واکانا

باصدای:میساتو فوکوئن
یک «کودک اندرویدی» جوان که توسط مارسیا، گیفتیا خانواده اش بزرگ شد. او در ابتدا به دلیل بازیابی قریب‌الوقوع مارسیا نسبت به گیفتیا بی‌اعتماد است و مایل است مارسیا را رها کند، اما با تشویق تسوکاسا، ایسلا و میچیرو، عشق خود را دوباره به دست می‌آورد.
- مارسیا:

باصدای:مامیکو نوتو
گیفتیا که سوتا را در نقش یک خواهر بزرگتر بزرگ کرده‌است.
- شینونوم:

باصدای:کنتا میاکی
یک فرمانده شرکت امنیتی آر که وظیفه بازیابی گیفیتا هوایی که به واندر تبدیل شده‌اند.
- اندی:

با صدای:میکاکو کوماتسو
هدفیاب واحد شماره سه که زمانی همسایه و دوست سابق ارو بوده و بازیابی شده.
- آنتونیو هوریزون:

با صدای:هیروشی ناکا
یک فرد مافیایی که برای امنیت خود سارا رابه عنوان بادیگارد خود استخدام کرده.
- سارا:

با صدای:آیاکی تاگاکی
گیفیتایی که سالها پیش توسط آنتونیو هوریزون به عنوان بادیگارد استخدام شده و بعدها به عنوان فرزند خوانده وی انتخاب شد.